# Withius australasiae
Withius australasiae är en spindeldjursart som först beskrevs av Beier 1932.  Withius australasiae ingår i släktet Withius och familjen Withiidae.

## Underarter
Arten delas in i följande underarter:
- W. a. australasiae
- W. a. formosanus